# Comando Vermelho
Comando Vermelho Rogério Lemgruber, mais conhecido como Comando Vermelho e pelas siglas CV e CVRL, é uma das maiores organizações criminosas do Brasil. Foi criada em 1979 no Instituto Penal Cândido Mendes, na Ilha Grande, Angra dos Reis, Rio de Janeiro.
O Comando Vermelho possui ramificações em outros estados brasileiros como Acre, Amapá, Alagoas, Bahia, Ceará, Distrito Federal, Espirito Santo, Mato Grosso, Goiás, Pará, Rio Grande do Norte, Rondônia, Roraima, Tocantins e em partes de Minas Gerais.

## História
A facção descende da Falange Vermelha e foi criada por Rogério Lemgruber e os colegiados, ainda na década de 1970. Uma das primeiras medidas do Comando Vermelho foi a instituição do "caixa comum" da organização, alimentado pelos proventos arrecadados pelas atividades criminosas isoladas, daqueles que estavam em liberdade, o dízimo. O dinheiro assim arrecadado serviria não só para financiar novas tentativas de fuga, mas igualmente para amenizar as duras condições de vida dos presos, reforçando a autoridade e respeito do Comando Vermelho no seio da população carcerária. Com a morte de vários criminosos fundadores da Falange Vermelha, uma nova comissão dirigente é formada na facção. Nesses primeiros meses de 1982, ganha força entre eles a ideia de que o tráfico de drogas é mais seguro e lucrativo.
No início da década de 1990, a facção influenciaria a criação do Primeiro Comando da Capital, em São Paulo. Dela surge ainda uma espécie de dissidência, posteriormente reincorporada, o Comando Vermelho Jovem.

### Avanço na região Norte
Nos últimos anos se notou um avanço do Comando Vermelho no Norte brasileiro. Em junho de 2016 ocorre o assassinato de Jorge Rafaat, o conhecido Rei da Fronteira entre o Brasil e o Paraguai. Após a morte de Rafaat, a facção Primeiro Comando da Capital toma o controle daquela área fronteiriça. O domínio do PCC na fronteira com o Paraguai força o Comando Vermelho a buscar rotas alternativas de tráfico. É nesse contexto que a facção carioca faz alianças com criminosos do Norte do país, sobretudo do Pará e Amazonas. O CV historicamente tinha uma aliança com a facção Família do Norte, que foi rompida em 2019. Com atuação no Norte do país, o Comando Vermelho visa à rota Solimões, em alusão ao rio localizado na Amazônia. Essa rota é abastecida por narcotraficantes colombianos e peruanos com grandes quantidades de cocaína e skunk. Essas drogas, por sua vez, são transportadas até o Pará, onde podem ser levadas para à Europa, ou então para o Região Sudeste do Brasil.
Em dezembro de 2022, Clemilson dos Santos Farias, conhecido como o "Tio Patinhas", foi preso e condenado a 31 anos de reclusão, acusado de ser um dos líderes do Comando Vermelho na Região Norte. Tio Patinhas também teria financiado a fuga de 35 presos do Centro de Detenção Provisória de Manaus (CDPM) em maio de 2018. A esposa de Clemilson, Luciane Barbosa, foi apontada como braço financeiro do comando vermelho no norte. Luciane era presidente do Instituto Liberdade do Amazonas (ILA), uma ONG que atua em defesa dos direitos humanos e fundamentais de presos.  Para a Polícia Civil, o instituto era financiado pelo tráfico de drogas. Luciane esteve por duas vezes no Ministério da Justiça, cumprindo agenda oficial. Consta que também esteve em reuniões no Ministério dos Direitos Humanos. O caso levou a um pedido de abertura de CPI feita pelo senador Eduardo Girão para apurar a infiltração do Comando Vermelho no estado brasileiro.

## Na cultura popular
A organização foi retratada no livro Quatrocentos contra um: Uma história do Comando Vermelho, de William da Silva Lima, um dos responsáveis pela criação do código de conduta em que se baseou a organização do CV, nos anos 1970. Com base no livro, foi produzido o filme 400 contra 1 - Uma História do Crime Organizado,  dirigido por Caco Souza e estrelado por Daniel de Oliveira, Daniela Escobar e participação especial de Negra Li. A organização também foi retratada no filme Quase Dois Irmãos, que conta a história da origem da facção. Em 2004, Caco Souza lançou  documentário Senhora Liberdade, baseado na história de William da Silva Lima.